# PSランドの大冒険
『PSランドの大冒険』は、PSランドキッズコーナーにて遊べたミニゲームの一つ。ジャンルはクイズ形式になっている。全5話。複名は『チャレンジクイズ』。

## 概要
大臣からダイヤを取り返す為に宇宙人が冒険の途中で時節発生するクイズに答えてヒントを見つけるゲーム内容。
クイズにはなぞなぞや暗号など低年層には理解しづらい問題が用意されている他、選択肢もある。
ゲームをクリアすると間違った回数に応じて評価が発表され、ある回でノーミスクリアすると真のエンディングを見ることができる。

## キャラクター
ピピスケ
大臣が奪った王様のダイヤを取り返す為、村人からヒントをもらっていく宇宙人。頭にくるくる巻きをしていて全身が白いのが特徴。ペットロボット「ガジガジ」を呼ぶことができるらしい。そのカリスマ性から「ピピスケになりたい」とあこがれている住民もいるほど、大臣を包囲するために氷の世界や砂漠の世界の扉を封鎖し、最終的に大臣からダイヤを取り戻すことに成功するが、おとぼけな性格から運転資格はゼロにされ、それでも王様に幸いを与えて国の平和を取り戻した。
王様
ピピスケの王様。宝物として伝統の杖を所持していたが、その杖にはめられているダイヤは大臣に奪われている。ゴルフが趣味で大臣に奪われようが熱中している。その素振りはピピスケ曰く「剣を振り回したような音」。外見はピピスケに類似している。
大臣
王様からダイヤを奪った黒幕。ピピスケに追いつかれては奇策や自分と瓜二つのロボットでピピスケを妨害しようとするが、最終的に最強のロボを改造したところでガジガジに利用され、難問を解くことができずにピピスケにダイヤを返した。
ガジガジ
ピピスケのペット。とても巨大で丸いネコ型ロボット。とてもぐうたら且つ貪欲でピピスケにマグロをおねだりしたり、ピピスケの助けに来ないこともあるほか砂漠の砂をかつお節と勘違いしている。最終回では大臣が改造を施した最強ロボの向きを反転させて、大臣にターゲットを変更させるという意外な活躍を果たした。
サル
インコ
雪だるま
氷の世界に住む住人。大臣によって帽子などが白くされていて見分けが付かなくなったことに困っている。ピピスケ曰く「元から白い奴」
水の精霊
氷の中に入ったピピスケを助けてあげた。
魔人
ピピスケが砂嵐を収めるためにランプから呼び出されたが、実は自身が大好きなお菓子を食べて砂嵐を起こしていた。
おじいさん
樹木に住んでいるピピスケそっくりのおじいさん。ピピスケに隠し通路を教えてあげた。
謎の声

## 話数
1話　王様を救い出せ!
2話　王様の杖はどこに？
3話　氷の国の扉を閉じろ
4話　おいしい砂漠の大決戦
5話　倒せ!大臣ロボ